# Paul Freeman
Paul Freeman (Barnet, 18 de enero de 1943) es un actor británico de cine, teatro y televisión, reconocido principalmente por interpretar al arqueólogo rival de Indiana Jones, René Belloq, en la película Raiders of the Lost Ark (1981), al barón del vino Gustav Riebmann en la cuarta temporada de la serie Falcon Crest (1984–85), al supervillano Ivan Ooze en Mighty Morphin Power Rangers: The Movie (1995), Julius Morlang en Morlang (2001), Ray en When I'm 64 (film) (2004), al Reverendo Shooter en Hot Fuzz (2007) y a Warren Byrne en Absentia (2017).

## Filmografía

### Cine
| Year | Title                                   | Role                  | Notes                                                                                   |
| ---- | --------------------------------------- | --------------------- | --------------------------------------------------------------------------------------- |
| 1975 | Feelings                                | Paul Martin           |                                                                                         |
| 1980 | The Long Good Friday                    | Colin                 |                                                                                         |
| 1980 | The Dogs of War                         | Derek Godwin          |                                                                                         |
| 1980 | Death of a Princess                     | Christopher Ryder     | Película de televisión                                                                  |
| 1981 | Raiders of the Lost Ark                 | René Belloq           | Nominado - Saturn Award for Best Supporting Actor                                       |
| 1982 | An Unsuitable Job for a Woman           | James Calendar        |                                                                                         |
| 1982 | Who Dares Wins                          | Sir Richard           |                                                                                         |
| 1982 | The Sender                              | Dr. Joseph Denman     |                                                                                         |
| 1983 | Enemies of the State                    | Julius Tomin          | Película de televisión                                                                  |
| 1983 | Si elle dit oui... je ne dis pas non    | Nick                  |                                                                                         |
| 1984 | Flight to Berlin                        | Nicholas              |                                                                                         |
| 1984 | Sakharov                                | Pavel Leontiev        |                                                                                         |
| 1985 | A.D.                                    | Centurion Cornelius   | Miniserie                                                                               |
| 1986 | Shanghai Surprise                       | Walter Faraday        |                                                                                         |
| 1988 | Prisoner of Rio                         | Ronald Biggs          |                                                                                         |
| 1988 | A World Apart                           | Kruger                |                                                                                         |
| 1988 | Without a Clue                          | Profesor Moriarty     |                                                                                         |
| 1989 | Magic Moments                           | Brian Swann           | Película de televisión                                                                  |
| 1990 | Les belles Américaines / May Wine       | Tom                   | Película de televisión                                                                  |
| 1990 | The Last Island                         | Sean                  |                                                                                         |
| 1990 | Eminent Domain                          | Ben                   |                                                                                         |
| 1992 | Doble Edge                              | Ferese                | Película de televisión                                                                  |
| 1992 | Just Like a Woman                       | Miles Millichamp      |                                                                                         |
| 1992 | Aces: Iron Eagle III                    | Gustav Kleiss         |                                                                                         |
| 1993 | Piccolo Grande Amore                    | Otto Von Dix          |                                                                                         |
| 1994 | Lie Down with Lions                     | Dubois                | Película de televisión                                                                  |
| 1995 | The Horseman on the Roof                | Laurent de Theus      |                                                                                         |
| 1995 | Mighty Morphin Power Rangers: The Movie | Ivan Ooze             |                                                                                         |
| 1996 | Squillo                                 | Marco                 |                                                                                         |
| 1997 | Double Team                             | Alex Goldsmythe       |                                                                                         |
| 1997 | Bribery and Corruption                  | Julius Sorensen       | Película de televisión – Episodios 3 & 4 de temporada 10 de: The Ruth Rendell Mysteries |
| 1998 | Only Love                               | Dallesandro           | Película de televisión                                                                  |
| 1999 | The Dark Room                           | Adam Kingsley         | Película de televisión                                                                  |
| 1999 | The Devil's Arithmetic                  | Rabbi                 | Película de televisión                                                                  |
| 2000 | Rough Treatment                         | Sr. Masters           | Película de televisión                                                                  |
| 2000 | The 3 Kings                             | Melchior              |                                                                                         |
| 2001 | Morlang                                 | Julius Morlang        | Cairo International Film Festival Award por Mejor Actor                                 |
| 2002 | Mrs Caldicot's Cabbage War              | Jenkins               |                                                                                         |
| 2002 | And Now... Ladies and Gentlemen         | Cliente inglés        |                                                                                         |
| 2002 | Fields of Gold                          | Sir James Ferneyhough | Película de televisión                                                                  |
| 2002 | Haker                                   | Presidente de MIT     |                                                                                         |
| 2003 | George and the Dragon                   | Sir Robert            |                                                                                         |
| 2004 | Bobby Jones: Stroke of Genius           | Angus                 |                                                                                         |
| 2004 | When I'm 64                             | Ray                   | Película de televisión                                                                  |
| 2005 | The Feast of the Goat                   | Agustin               |                                                                                         |
| 2007 | Hot Fuzz                                | Rev. Philip Shooter   |                                                                                         |
| 2007 | A Girl and a Gun                        | Eddie                 | Vídeo corto                                                                             |
| 2009 | The Courageous Heart of Irena Sendler   | Monsignor Godlewski   | Película de televisión                                                                  |
| 2009 | Spanish Flu: The Forgotten Fallen       | Sir Arthur Newsholme  | Película de televisión                                                                  |
| 2010 | Centurion                               | Gobernador Agrícola   |                                                                                         |
| 2011 | Viral                                   | Salvo                 | Corto                                                                                   |
| 2012 | Hard Boiled Sweets                      | Shrewd Eddie          |                                                                                         |
| 2012 | A Fantastic Fear of Everything          | Dr. Friedkin          |                                                                                         |
| 2012 | After Death                             | El inventor           |                                                                                         |
| 2012 | Henry V                                 | Thomas Erpingham      | Película de televisión                                                                  |
| 2013 | Getaway                                 | El hombre             |                                                                                         |
| 2013 | Trimming Pablo                          | Pablo Picasso         | Corto                                                                                   |
| 2013 | Bad Day at the Office                   | Narrador              | Corto                                                                                   |
| 2014 | Promakhos                               | Callum                |                                                                                         |
| 2015 | A Private Man                           | Anciano               | Corto                                                                                   |
| 2016 | High Strung                             | Kramrovsky            |                                                                                         |
| 2016 | The Gatehouse                           | Evelyn Eldritch       |                                                                                         |
| 2018 | Viking Destiny                          | Tarburn               |                                                                                         |
| 2022 | La piel del tambor                      | Padre Ferro           |                                                                                         |

### Televisión
| Año       | Título                                  | Personaje                             | Notas                                                                       |
| --------- | --------------------------------------- | ------------------------------------- | --------------------------------------------------------------------------- |
| 1967      | Champion House                          | Elwyn                                 |                                                                             |
| 1972      | The Last of the Baskets                 | Bernard Rage                          | Episodio: "Since Then I Have Used No Other"                                 |
| 1972      | Jason King                              | Revolucionario                        | Episodio: "Zenia Male"                                                      |
| 1972      | The Protectors                          | Mecánico                              | Episodio: "A Kind of Wild Justice"                                          |
| 1974      | Crown Court                             | Leonard Tyler                         | Episodio: "Good and Faithful Friends: Pt. 1"                                |
| 1976      | Couples                                 | Douglas Broom                         | 3 Episodios                                                                 |
| 1976      | The XYY Man                             | Ray Lynch                             | 3 Episodios                                                                 |
| 1978      | Scorpion Tales                          | Oliver Benthall                       | Episodio: "The Great Albert"                                                |
| 1978      | Crown Court                             | John Bernard                          | Episodio: "The Song Not the Singer: Pt.1"                                   |
| 1978      | Will Shakespeare                        | Dick Burbage                          | 6 Episodios                                                                 |
| 1980      | Death of a Princess                     | Christopher Ryder                     |                                                                             |
| 1980      | Play for Today                          | Alexander Kutsov                      | Episodio: "A Walk in the Forest"                                            |
| 1981      | Winston Churchill: The Wilderness Years | Ralph Wigram                          |                                                                             |
| 1981      | Play for Today                          | Doctor                                | Episodio: "No Visible Scar"                                                 |
| 1982      | BBC2 Playhouse                          | Max                                   | Episodio: "The Workshop"                                                    |
| 1982      | Play for Today                          | Willie                                | Episodio: "Willie's Last Stand"                                             |
| 1982      | Crown Court                             | Abogada defensora                     | Episodio: "Face Value: Pt. 1"                                               |
| 1982      | Gavilan                                 | Sr. Snow                              | Episodio: "Sarah and the Buzz"                                              |
| 1984      | Cagney y Lacey                          | Yves Benoit                           | Episodio: "Victimless Crime"                                                |
| 1984      | Mitch                                   | Harry Warren                          | Episodio: "Postman's Knock"                                                 |
| 1984-1985 | Falcon Crest                            | Gustav Riebmann                       | 19 Episodios                                                                |
| 1987      | Yesterday's Dreams                      | Martin Daniels                        |                                                                             |
| 1989      | Pursuit / Twist of Fate                 | SS-Oberfuhrer Mittendorf              | 2 Episodios                                                                 |
| 1992-1993 | The Young Indiana Jones Chronicles      | Frederick Selous                      | 2 episodios                                                                 |
| 1994      | Viper                                   | Dr. Samuels                           | Episodio: "Once a Thief"                                                    |
| 1994      | Grushko                                 | Bosenko                               | 2 Episodios                                                                 |
| 1995      | The Final Cut                           | Tom Makepeace                         | 4 Episodios                                                                 |
| 1996      | Tales from the Crypt                    | Alistair Touchstone                   | Episodio: "Smoke Wrings"                                                    |
| 1998–2002 | ER                                      | Dr. Charles Corday                    | 3 episodios                                                                 |
| 2000      | Inspector Morse                         | Frank Harrison                        | Episodio: "The Remorseful Day"                                              |
| 2002      | Monarch of the Glen                     | Andrew Booth                          | 11 Episodios                                                                |
| 2005      | Waking the Dead                         | Dr. Hoyle                             | 2 Episodios: "Straw Dog"                                                    |
| 2006      | Midsomer Murders                        | Sir John Waverly                      | 1 Episodio: "Down Among The Dead Men"                                       |
| 2006–2007 | New Street Law                          | Laurence Scammel QC                   |                                                                             |
| 2006      | Number 13                               | Sr Harrington – Activista de catedral | Película de televisión adaptación de M. R. James historia corta "Number 13" |
| 2007      | Diamond Geezer                          | Sergey                                | Episodio: "Old Gold"                                                        |
| 2007      | The Whistleblowers                      | Joseph Cole                           | 2 Episodios: "Environment & Fit for Purpose"                                |
| 2007      | Hotel Babylon                           | Sir Christopher Price                 | 2 Episodios                                                                 |
| 2008      | Agatha Christie's Poirot                | Cnel. Carbury                         | Episodio: "Appointment With Death"                                          |
| 2009      | Lark Rise to Candleford                 | Viejo Edmund                          | 1 Episodio                                                                  |
| 2010      | Spooks                                  | Levi Cohen                            | Episodio                                                                    |
| 2012      | Strike Back                             | Peter Evans                           | 2 Episodios - "Vengeance: Parts 5 & 6"                                      |
| 2013      | The Bible                               | Samuel                                | 2 Episodios                                                                 |
| 2013      | Lucan                                   | John Pearson                          | 2 Episodios                                                                 |
| 2015      | Da Vinci's Demons                       | The Architect                         |                                                                             |
| 2016      | Tokyo Trial                             | William Donald Patrick, Lord Patrick  |                                                                             |
| 2017      | Absentia                                | Warren Byrne                          |                                                                             |
| 2018      | A Very English Scandal                  | Sir Joseph Cantley                    |                                                                             |
| 2022      | El hombre que cayó a la Tierra          | Gregory Papel                         | Episodio: - "Unwashed and Somewhat Slightly Dazed"                          |